# برونو فالي
برونو فالي (بالبرتغالية: Bruno Miguel Esteves Vale‏) (8 أبريل 1983 البرتغال - ) هو لاعب كرة قدم برتغالي.

## روابط خارجية
- برونو فالي على موقع قاعدة بيانات كرة القدم.إي يو (الإنجليزية)
- برونو فالي على موقع ناشيونال فوتبول تيمز (الإنجليزية)
- برونو فالي على موقع Soccerway.com (الإنجليزية)
- برونو فالي على موقع عالم كرة القدم.نت (الإنجليزية)
- برونو فالي على موقع أوليمبيديا (الإنجليزية)
- برونو فالي على موقع AS.com (الإسبانية)